# Lucía Jiménez
Lucía Jiménez (née Lucía Jiménez Arranz le 21 novembre 1978 à Ségovie, en Espagne) est une actrice et chanteuse espagnole. Elle est la sœur de la chanteuse Rebeca Jiménez.

## Carrière
Elle fait ses débuts avec le film La buena vida de David Trueba aux côtés de Fernando Ramallo et de Luis Cuenca. Elle devient très populaire grâce à la série télévisée Al salir de clase comme plusieurs acteurs espagnols de sa génération, comme Elsa Pataky et Pilar López de Ayala. Elle participe à de nombreux festivals internationaux, comme la Quinzaine des réalisateurs de Cannes où le film remporte un succès.
Elle abandonne son rôle dans cette série pour se consacrer au cinéma. Elle joue dans d'autres films comme Silencio roto ou la peruana Tinta roja.
En 1996, elle est nommée au Goya de la meilleure actrice Révélation pour La buena vida.
En 2015, elle rejoint le casting de la série El Capitan qui est inspirée des romans d'Arturo Pérez-Reverte. Elle interprète la compagne du Capitan joué par Aitor Luna. La fiction est diffusée en France sur Arte.

## Filmographie

### Cinéma
- 1996 : La buena vida de David Trueba : Lucía
- 1998 : No se lo digas a nadie de Francisco J. Lombardi : Alejandra
- 1998 : Una pareja perfecta de Francisco Betriú : Sonia
- 1998 : El olor del vientre de Beatriz Castro : Mensajera
- 2000 : Tinta Roja de Francisco J. Lombardi : Nadia
- 2000 : Kasbah de Mariano Barroso : Lua
- 2000 : El arte de morir d'Álvaro Fernández Armero : Patricia
- 2000 : Mi abuelo es un animal de Mariano Barroso
- 2001 : Silencio roto de Montxo Armendáriz : Lucia
- 2001 : La caída del imperio de Fernando Merinero
- 2001 : Estés donde estés de Nicolás Tapia : Angela
- 2002 : El refugio del mal de Félix Cábez : Eloisa
- 2002 : Mantis de Kike León
- 2003 : Ilegal d'Ignacio Vilar : Sofía
- 2004 : Mujeres infieles de Rodrigo Ortuzar : Roberta Lage
- 2004 : Occhi di cristallo d'Eros Puglielli : Giuditta
- 2004 : El atraco de en:Paolo Agazzi : Erika
- 2005 : Los dos lados de la cama d'Emilio Martínez Lázaro : Raquel
- 2005 : Pobre juventud de Miguel Jiménez : Rebeca
- 2005 : Flores para Lulú de Rodrigo Ortuzar
- 2006 : Dos (laberinto de espejos) de Guillermo Fernández Groizard
- 2006 : Los Borgia d'Antonio Hernández : María Enríquez
- 2006 : The Kovak Box  de Daniel Monzón : Silvia Mendez
- 2007 : El club de los suicidas de Roberto Santiago : Ana
- 2007 : Café solo o con ellas d'Álvaro Díaz Lorenzo : Bea
- 2008 : Butterflies & Lightning de Katherine Griffin
- 2008 : Proyecto Dos de Guillermo Fernández Groizard
- 2008 : Sangre de mayo de José Luis Garci : Plata
- 2008 : Cosas insignificantes d'Andrea Martínez : Eli
- 2016 : El signo de Caronte de Néstor F. Dennis
- 2018 : Casi 40 de David Trueba : Lucia

### Télévision
- 1997 : Al salir de clase : Silvia
- 2003 : Jugar a matar : Inés
- 2007 : Hidden Camera : Alejandra
- 2008 : La Señora (série TV) : Encarna Alcántara Prieto
- 2010 : Ben Hur (mini-série) : Athene
- 2011 : 14 de abril. La República (série TV) : Encarna Alcántara Prieto
- 2014 : El capitan (Las aventuras del capitán Alatriste)[1] (Série TV) : Caridad la Lebrijana
- 2015 - 2017 : Apaches (Série TV) : Teresa
- 2016 : La sonata del silencio (Série TV) : Virtudes